# Марсель Дюпре
Марсель Дюпре (фр. Marcel Dupré, 3 травня 1886 — 30 травня 1971) — французький композитор, піаніст і органіст.

## Біографія
Народився в Руані. 1904 року поступив у Паризьку консерваторію по класах фортепіано, органа і композиції. 1914 року отримав Римську премію за кантату Psyché, а 1926 року був призначений професором консерваторії і залишався на цій посаді до 1954 року; з 1954 по 1956 роки був її ректором. Серед учнів Дюпре — Олів'є Мессіан. 1934 року він також зайняв місце органіста в Сен-Сюльпіс, яке раніше обіймав Шарль-Марі Відор, і залишався на ньому до своєї смерті в 1971 році.
Дюпре багато концертував і знаменитий в першу чергу своїм виконанням органної музики. Серед іншого, в 1920 і 1921 роках він дав дві серії по десять концертів, що включали всі органні твори Й. С. Баха, при цьому виконав їх по пам'яті.

## Творчість
Марсель Дюпре написав 65 творів, які вважаються важкими для виконання. Найбільш виконувані його твори — ранні, зокрема, три прелюдії і фуги (фр. Trois Préludes et Fugues) для органу соло, op. 7 (1914).

### Для органу
- Élévation op. 2
- Trois Préludes et Fugues op. 7 (1914)
- Scherzo op. 16 (1919)
- Vêpres de la Vierge — П'ятнадцять частин op. 18 (1919)
- Cortège et Litanie op. 19 No. 2 (перекладення версії для фортепіано, 1921)
- Variations sur un noël op. 20 (1922)
- Suite Bretonne op. 21 (1923)
- Symphonie-Passion op. 23 (1924)
- Lamento op. 24(1926)
- Deuxième Symphonie op. 26 (1929)
- Sept Pièces op. 27 (1931)
- Сімдесят дев'ять хоралів op. 28 (1931)
- Le Chemin de la croix op. 29 (1931)
- Trois Élévations op. 32 (1935)
- Angélus op. 34 No. 1 (1936)
- Trois Préludes et Fugues op. 36 (1938)
- Évocation op. 37 (1941)
- Le Tombeau de Titelouze op. 38 (1942)
- Suite op. 39 (1944)
- Offrande à la Vierge op. 40 (1944)
- Deux Esquisses op. 41 (1945)
- Paraphrase on the Te Deum op. 43 (1945)
- Vision op. 44 (1947)
- Вісім коротких прелюдій на грегорианский теми op. 45 (1948)
- Épithalame без номера (1948)
- Variations sur' Il est né le divin enfant'без номера (1948)
- Miserere Mei op. 46 (1948)
- Psaume XVIII op. 47 (1949)
- Six Antiennes pour le Temps de Noël op. 48 (1952)
- Vingt-Quatre Inventions op. 50 (1956)
- Triptyque op. 51 (1957)
- Nymphéas op. 54 (1959)
- Annonciation op. 56 (1961)
- Choral et Fugue op. 57 (1962)
- Trois Hymnes op. 58 (1963)
- Два хоралу op. 59 (1963)
- In Memoriam op. 61 (1965)
- Méditation without opus (1966)
- Entrée, Canzona et Sortie op. 62 (1967)
- Quatre Fugues Modales op. 63 (1968)
- Regina Coeli op. 64 (1969)
- Vitrail op. 65 (1969)
- Souvenir op. 65 bis (1965)

### Для органу та Інших інструментів
- Cortège et Litanie op. 19 для органу та оркестру (перекладення версії для фортепіано, 1921)
- Symphonie G minor op. 25 для органу та оркестру (1927)
- Ballade op. 30 для органу і фортепіано (1932)
- Concerto E minor op. 31 для органу та оркестру (1934)
- Poème héroïque op. 33 для органу і ударних (1935)
- Варіації на дві теми op. 35 для органу і фортепіано (1937)
- Sinfonia op. 42 для органу і фортепіано (1946)
- Quartet op. 52 для скрипки, альта, віолончелі та органу (1958)
- Trio op. 55 для скрипки, віолончелі та органу (1960)
- Sonata A minor op. 60 для віолончелі та органу (1964)

### Хорова музика
- Les Normands op. 1 для хору і оркестру (1911)
- Psyché op. 4 для вокалу і оркестру (1914)
- Quatre Motets op. 9 для вокалу і двох органів (1916)
- De Profundis op. 17 для солістів, хору, органу та оркестру (1917)
- Ave Verum op. 34 Nr. 2 для вокалу і струнних (1936)
- La France au Calvaire op. 49 для солістів, хору, органу та оркестру (1953)
- Deux Motets op. 53 для сопрано і хору (1958)

### Для фортепіано соло
- Six Préludes op. 12 (1916)
- Marche militaire op. 14 (1915)
- Quatre Pièces op. 19 (1921)
- Variations C # minor op. 22 (1924)

### Камерна музика
- Sonate G minor op. 5 для скрипки і фортепіано (1909)
- Quatre Mélodies op. 6 для голосу і фортепіано (1913)
- Deux Pièces op. 10 для кларнета і фортепіано (1917)
- À l'amie perdue op. 11 для голосу і фортепіано (1911)
- Trois Pièces op. 13 для віолончелі та фортепіано (1916)

### ІншІ твори
- Élevation op. 2 для фісгармонії (1911)
- Fantaisie B minor op. 8 для фортепіано та оркестру (1912)
- Marche militaire op. 14 для оркестру (перекладення версії для фортепіано, 1915)
- Orientale op. 15 для оркестру (1916)